# Love and Theft
Albums de Bob Dylan
The Essential Bob Dylan
(2000) The Bootleg Series Vol. 5
(2002)
« Love and Theft » est un album de Bob Dylan sorti en 2001 qui constitue le deuxième volet de la trilogie entamée quatre ans plus tôt avec Time Out of Mind et bouclée en 2006 avec Modern Times.

## Enregistrement
Des sessions d’enregistrement ont été faites tous les jours du 9 au 21 mai 2001. Dylan était le producteur, il a pris le pseudonyme de Jack Frost pour ne pas être trop en évidence dans cette fonction. Le groupe qui l’accompagnait était celui qui avait effectué des tournées avec lui depuis juin 1999, complété par un musicien de studio, Augie Meyers.

## Inspirations
Des paroles de l'album reprennent des passages du livre Mémoires d'un Yakuza de Junichi Saga.

## Réception
« Love and Theft » a reçu un accueil encore meilleur que son prédécesseur, même si le nouveau style musical de Dylan a pu dérouter ses premiers fans. L’album a été disque d’or et #5 aux États-Unis et #3 au Royaume-Uni. Dylan a remporté le Grammy Award (2002) du meilleur album de Folk traditionnel.
En 2012, l'album est classé 385e des 500 plus grands albums de tous les temps par le magazine Rolling Stone.

## Titres
Toutes les chansons sont écrites et composées par Bob Dylan.
| 1.    | Tweedle Dee & Tweedle Dum       | 4:46 |
| 2.    | Mississippi                     | 5:21 |
| 3.    | Summer Days                     | 4:52 |
| 4.    | Bye and Bye                     | 3:16 |
| 5.    | Lonesome Day Blues              | 6:05 |
| 6.    | Floater (Too Much to Ask)       | 4:59 |
| 7.    | High Water (For Charley Patton) | 4:04 |
| 8.    | Moonlight                       | 3:23 |
| 9.    | Honest with Me                  | 5:49 |
| 10.   | Po' Boy                         | 3:05 |
| 11.   | Cry a While                     | 5:05 |
| 12.   | Sugar Baby                      | 6:40 |
| 57:25 |                                 |      |

## Musiciens
- Bob Dylan – guitare, piano, chant
- Larry Campbell – guitare, banjo, mandoline, violon
- Charlie Sexton – guitare
- Tony Garnier – guitare basse
- Augie Meyers – accordéon, orgue
- David Kemper – batterie
- Clay Meyers – bongos